# Lewis Wolpert
Lewis Wolpert CBE FRS (África do Sul, 19 de outubro de 1929 – 28 de janeiro de 2021) foi um biólogo desenvolvimentista britânico nascido na África do Sul.
Foi eleito Membro da Royal Society em 1980. Apresentou a Royal Institution Christmas Lectures de 1986. 
Morreu em 28 de janeiro de 2021, aos 91 anos de idade.

## Publicações
- Wolpert, Lewis & Richards, Alison (1988). A Passion for Science. Oxford, U.K: Oxford University Press. ISBN 0-19-854213-5
- Wolpert, Lewis (1991). The Triumph of the Embryo. Oxford, U.K. & New York: Oxford University Press. ISBN 0-19-854243-7
- Wolpert, Lewis (1994). The Unnatural Nature of Science. [S.l.]: Harvard University Press. ISBN 0-674-92980-2. Consultado em 14 de novembro de 2010  Paperback ISBN 0-674-9281-0 First published 1992 by Faber & Faber, London.
- Wolpert, Lewis (1999). Malignant Sadness: The Anatomy of Depression. New York: Free Press. ISBN 0-684-87058-4. Consultado em 14 de novembro de 2010  Free registration facilitates access to introduction & chapter 1. Alternatively, type the title into Google within quotations "like this", and the webpage comes up (how found in the first instance)
- Wolpert, Lewis; Tickle, Cheryll (2011). Principles of development. Oxford New York: Oxford University Press. ISBN 978-0-19-955428-7
- Woplert, Lewis (2006). Six impossible things before breakfast, The evolutionary origins of belief. [S.l.]: W.W. Norton. ISBN 0-393-06449-2